# 严西湖
严西湖是一个位于中国湖北省武汉市的湖泊，面积约为20平方千米。